# Traian Ivănescu
Traian Ivănescu (n. 5 mai 1933, București, România – d. 29 iulie 2019) a fost un jucător și antrenor de fotbal român. A jucat un meci și la echipa națională. A antrenat echipele de fotbal Jiul Petroșani, Steagul Roșu Brașov, FC Baia Mare și Oțelul Galați.